# Brachythecium latifolium
Brachythecium latifolium là một loài Rêu trong họ Brachytheciaceae. Loài này được Kindb. mô tả khoa học đầu tiên năm 1888.